# تيقظ (علم نفس)

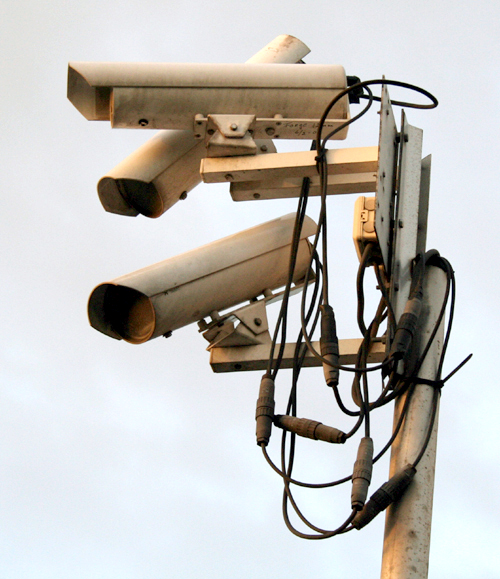

في حديث علم النفس، اليقظة وثابتة تسمى أيضا الاهتمام ويعرف، والقدرة على الحفاظ على الانتباه واليقظة على مدى فترات طويلة من الزمن. وخلال هذا الوقت، على الشخص القيام بمحاولات للكشف عن مظهر من الحوافز هدف معين. الساعات الفردية لتحفيز إشارة التي قد تحدث في وقت غير معروف. وسعت الدراسة من اليقظة منذ 1940s ويرجع ذلك أساسا إلى زيادة التفاعل بين الناس مع آلات للتطبيقات التي تنطوي على الرصد والكشف عن الأحداث النادرة والإشارات الضعيفة. وتشمل هذه التطبيقات مراقبة الحركة الجوية، والتفتيش ومراقبة الجودة، والملاحة الآلي، والمراقبة العسكرية، والحدود، ورجال الإنقاذ.

## أصول البحث اليقظة
وقد بدأت الدراسة المنهجية من اليقظة من قبل نورمان ماكورث خلال الحرب العالمية الثانية. ماكورث تأليف «انهيار اليقظة أثناء البحث البصري لفترة طويلة» في عام 1948 وهذه الورقة هو نشر المنوية على اليقظة. التحقيق ماكورث في عام 1948 دراسة نزوع مشغلي الرادار والسونار أن تفوت النادرة المكتشفة حدث غير النظامية قرب نهاية مراقبتهم. ماكورث محاكاة الأحداث غير النظامية نادرة على شاشة الرادار عن طريق الحصول على المشاركين في الاختبار مشاهدة وجهه على مدار الساعة لا تحمل علامات مميزة على مدى فترة 2 ساعة. يد ساعة واحدة تحركت في زيادات متساوية صغيرة حول وجه الساعة، باستثناء عرضية يقفز أكبر. أصبح هذا الجهاز المعروف باسم ماكورث ساعة. تم تكليف المشاركين تقديم تقرير عندما الكشف عن القفزات الكبيرة. وأشارت النتائج ماكورث كانت سببا في تراجع الكشف عن إشارة مرور الوقت، والمعروفة باسم إنقاص اليقظة. ورفض الكشف عن حدث المشاركين بين 10 و 15 في المئة في أول 30 دقيقة وبعد ذلك استمر في الانخفاض تدريجيا أكثر في الدقائق المتبقية 90. أصبح أسلوب ماكورث المعروف باسم «اختبار على مدار الساعة» واستخدمت هذه الطريقة في تحقيقات لاحقة.

## إنقاص اليقظة
يتم تعريف إنقاص اليقظة بأنها «تدهور في القدرة على أن تبقى يقظة لإشارات حاسمة مع الوقت، كما يتضح من انخفاض في معدل الكشف الصحيح من الإشارات». ويرتبط اليقظة إنقاص الأكثر شيوعا مع رصد للكشف عن ضعف استهداف إشارة. فقدان الأداء الكشف هو أقل احتمالا أن تحدث في الحالات التي يكون فيها إشارة الهدف يسلك أهميتها العالية. على سبيل المثال، فإن المشغل الرادار من غير المرجح أن يغيب عن هدف نادر في نهاية ساعة لو كانت كبيرة وامض إشارة مشرق، ولكن قد يغيب عن إشارة خافت الصغيرة.
في معظم الظروف، يصبح إنقاص يقظة كبيرة ضمن أول 15 دقيقة من الاهتمام، ولكن انخفاض في الأداء الكشف يمكن أن يحدث بسرعة أكبر إذا كانت الشروط الطلب مهمة مرتفعة. يحدث هذا في الأداء مهمة سواء من ذوي الخبرة والمبتدئين. كانت تقليديا المرتبطة اليقظة مع الطلب المعرفي المنخفض وإنقاص اليقظة مع انخفاض في الشهوة عملا الطلب المعرفية منخفضة، ولكن تقام لم يعد على نطاق واسع هذه الآراء. وتشير الدراسات الأخيرة أن أكثر يقظة هو العمل الشاق، والتي تتطلب تخصيص الموارد المعرفية الهامة، وحفزه مستويات كبيرة من الإجهاد. 

## إنقاص اليقظة ونظرية اكتشاف الإشارة
الأخضر والأحلويات صاغ نظرية الكشف عن إشارة، أو المعاملة الخاصة والتفضيلية، في عام 1966 لوصف مهمة كشف حساسية الأداء أثناء المحاسبة لكلا قدرة المراقب الإدراك الحسي والاستعداد للرد. المعاملة الخاصة والتفضيلية يفترض مراقب بالموقع إصدار أحكام الإدراك الحسي كما تختلف ظروف عدم اليقين. صانع القرار يمكن أن تختلف حساسيتها، والتي تتميز '، للسماح أكثر أو أقل المكتشفة الصحيح، ولكن على حساب كل من أكثر أو أقل كاذبة أجهزة الإنذار. ويطلق على هذا التحول المعيار. الدرجة التي تتسامح مع المراقب الإنذارات الكاذبة لتحقيق معدل أعلى من الكشف ويطلق على التحيز. التحيز يمثل إستراتيجية للحد من عواقب الأهداف الضائعة والإنذارات الكاذبة. وكمثال على ذلك، يجب التنبه خلال عملية سطو البنك وضع عتبة لكيفية «مؤتمر الأطراف مثل» قد يكون فردا أو تقترب السيارة. الفشل في الكشف عن «مؤتمر الأطراف» في الوقت المناسب قد يؤدي إلى عقوبة السجن، ولكن سوف إنذار كاذب يؤدي إلى ضياع الفرصة لسرقة المال. من أجل إنتاج مقياس خالية من التحيز، ويحسب عن طريق قياس المسافة بين وسائل إشارة وغير إشارات (الضوضاء) والتحجيم من الانحراف المعياري للضوضاء. رياضيا، وهذا يمكن أن يتحقق من خلال طرح النتيجة من معدل ضرب من النتيجة من معدل إنذار كاذب. تطبيق المعاملة الخاصة والتفضيلية للدراسة من اليقظة يشير إلى أنه في معظم، ولكن ليس كل الحالات، إنقاص اليقظة ليست نتيجة لانخفاض في الحساسية مع مرور الوقت. وفي معظم الحالات يترافق خفض المكتشفة من قبل انخفاض متناسب في كاذبة أجهزة الإنذار، إن هذه هي دون تغيير نسبيا.